# كالفين كلاين (مصمم أزياء)
كالفين ريتشارد كلاين (بالإنجليزية: Calvin Richard Klein) (ولد في 19 نوفمبر 1942) هو مصمم أزياء أمريكي والذي أطلق الشركة التي أصبحت لاحقا باسم كلفن كلين في عام 1968. بالإضافة إلى الملابس، أعطى كلاين اسمه أيضا إلى مجموعة من العطور والساعات والمجوهرات. رغم أن الشركة لا تزال تحمل اسمه، إلا أنه باعها عام 2003.

## وصلات خارجية
- كالفين كلاين على موقع IMDb (الإنجليزية)
- كالفين كلاين على موقع الموسوعة البريطانية (الإنجليزية)
- كالفين كلاين على موقع مونزينجر (الألمانية)
- كالفين كلاين على موقع إن إن دي بي (الإنجليزية)
- كالفين كلاين على موقع قاعدة بيانات الفيلم (الإنجليزية)
- Info and photos related to Calvin Klein at askmen.com
- Calvin Klein talks trends on VOGUE.COM
- Calvin Klein’s bio at informat.com
- The Biography Channel
- Some History and Background on Calvin Klein نسخة محفوظة 29 مارس 2019 على موقع واي باك مشين.
- Calvin Klein — a modern fashion icon
- People magazine,January 18,1982. Calvin Klein, King of clothes
- calvin klein underwear website